# Ángel Bañares Baudet
Ángel Bañares Baudet, né en 1954, est un mycologue et botaniste espagnol. Il est docteur es sciences de l'Université de La Laguna.

## Œuvres

### Livres
- (es) Ángel Bañares Baudet, Gabriel Blanca, Jaime Güemes, Juan Carlos Morenosaiz et Santiago Ortiz (coordinateurs), Atlas y libro rojo de la flora vascular amenazada de España. Adenda 2010, Madrid, Dirección General de Medio Natural y Política Forestal (Ministerio de MedioAmbiente, y Medio Rural y Marino)-Sociedad Española de Biología de la Conservación de Plantas, 2010, 170 p. (ISBN 978-84-8014-551-0, OCLC 254323126, lire en ligne)
- (es) Ángel Bañares Baudet et Esperanza Beltrán Tejera, Hongos, líquenes y briófitos del Parque Nacional de Garajonay La Gomera (Islas Canarias), 2008, 853 p. (ISBN 978-84-8014-707-1 et 8480147075)
- (es) Ángel Bañares Baudet, Gabriel Blanca, Jaime Güemes, Juan Carlos Morenosaiz et Santiago Ortiz (coordinateurs), Atlas y libro rojo de la flora vascular amenazada de España taxones prioritarios, Madrid, Dirección General de Conservación de la Naturaleza, 2003, 1069 p. (ISBN 84-8014-521-8, OCLC 178955533)
- (es) Ángel Bañares Baudet (coordinateur), Biología de la conservación de plantas amenazadas, Madrid, Organismo Autónomo Parques Nacionales, 2002, 263 p. (ISBN 978-84-8014-444-5, OCLC 433108111).